# Ivar Wefring
Ivar Wefring (* 25. Januar 1927 in Paris; † 1. August 1978) war ein norwegischer Jazzmusiker (Piano), der sowohl von Oslo als auch vom schwedischen Göteborg aus arbeitete.

## Leben und Wirken
Wefring, Sohn des Malers Gunnar Wefring (1900–1981), wuchs in Bærum auf. 1945 debütierte er im Oslo Hot Club; ab 1947 war er als Berufsmusiker tätig. Er spielte in den Bands von Kristian Bergheim und Robert Normann, mit denen er auch ins Studio ging. Es kam weiterhin zu Aufnahmen mit seinem eigenen Trio (Pennies from Heaven).
Wefring wurde dann eine Schlüsselfigur in der Jazzszene in Göteborg, wo er seit 1949 im Orchester von Sven Sjöholm tätig war. 1953 gehörte er zu Malte Johnsons Lisebergsorkester, mit dem es 1955 auch zu Aufnahmen kam. Auch begleitete er die Sängerin Sonya Hedenbratt. Bis etwa 1963 war er in Göteborg als Musiker aktiv. Dann kam er zurück nach Bærum, wo er auch Musikunterricht gab. Zuletzt arbeitete er mit Rowland Greenberg (Swing Is the Thing, 1970). Tom Lord verzeichnet für ihn 16 Aufnahmedaten zwischen 1950 und 1970.